# Хайнрих II фон Виш
Хайнрих II фон Виш (на немски: Heinrich II, Herr zu Wisch; на нидерландски: Hendrik II van Wisch; † между 1387 и 24 януари 1391) е господар на Виш в Гелдерланд и в Графство Цутфен. Резиденцията на рода е построеният от фамилията през 12 век замък Виш в Терборг в Нидерландия.
Той е син на Дитрих II/III фон Виш († 1370/1372) и съпругата му Агнес ван Апелтерен († сл. 1359), дъщеря на Роберт ван Апелтерен и на ван Хернен. Баща му се жени втори път за Маргарета.
Внук е на Стефан III фон Виш († сл. 1330) и Юта фон Боркуло († сл. 1299).
Брат е на Стефан IV фон Виш († 1363), ланддрост на Цутфен, господар на Виш, на Роберт, приор на „Св. Мартин“ в Емерих, на Дитрих 'Стари', господар на Мойланд, и на Юта, омъжена с Вилхелм ван Стеенберген цу Ниенбек. Полубрат е на Берта и на извънбрачния Сведер Ройсбаерт.

## Фамилия
Хайнрих II фон Виш се жени за Елизабет II фон Бронкхорст († пр. 15 юни 1381), дъщеря на Гизберт V фон Бронкхорст, господар на Бронкхорст и Батенбург († 1356) и Катарина ван Леефдал († 1361). Те имат един син:
- Хайнрих III фон Виш († 10 януари 1448), сенешал на Цутфен, женен за Ирмгард фон Зайн († сл. 14 октомври 1458), дъщеря на граф Йохан IV фон Зайн-Витгенщайн († 1436) и Катарина фон Золмс († 1415).[2]

Хайнрих II фон Виш се жени втори път на 15 юни 1381 г. за Катарина фон Бронкхорст († сл. 1420), дъщеря на Вилхелм IV фон Бронкхорст, бургграф на Нимвеген († 1410) и Кунигунда фон Мьорс († 1417). Те имат две дъщери:
- Хенрика фон Виш († сл. 1459), омъжена на 3 февруари 1415 г. за граф Дитрих V фон Лимбург-Бройч (1387 – 1444)
- Елизабет, омъжена 1409 г. за Йохан ван Фолмещайн, син на Дидерик ван Фолмещайн/Дитрих IV фон Фолмещайн (1345 – 1396) и Елизабет ван Лимбург (1350 – 1417), сестра на Дитрих V фон Лимбург-Бройч (1387 – 1444)[4]

Хайнрих II фон Виш има и два незаконни сина:
- Хайнрих
- Фридрих

Вдовицата му Катарина фон Бронкхорст се омъжва втори път на 24 януари 1391 г. за Хайнрих III фон Гемен († 1424) и има три деца с него.